# Sinh lý côn trùng
Sinh lý côn trùng bao gồm hệ sinh lý và sinh hóa của hệ thống cơ quan côn trùng.
Mặc dù rất đa dạng, côn trùng khá giống nhau trong thiết kế tổng thể, bên trong và bên ngoài. Côn trùng được tạo thành từ ba vùng cơ thể chính (tagmata), đầu, ngực và bụng. Đầu bao gồm sáu phân đoạn hợp nhất với mắt ghép, ocelli, râu và miệng, khác nhau tùy theo chế độ ăn uống đặc biệt của côn trùng, ví dụ như nghiền, mút, vỗ và nhai. Ngực côn trùng được tạo thành từ ba phân đoạn: pro, meso và meta thorax, mỗi phần hỗ trợ một đôi chân mà cũng có thể khác nhau, tùy thuộc vào chức năng, ví dụ như nhảy, đào, bơi và chạy. Thông thường phần giữa và phần cuối của ngực có đôi cánh. Bụng thường bao gồm mười một phân đoạn và chứa các cơ quan tiêu hóa và sinh sản. Tổng quan về cấu trúc bên trong và sinh lý của côn trùng được trình bày, bao gồm tiêu hóa, tuần hoàn, hô hấp, cơ bắp, nội tiết và hệ thần kinh, cũng như các cơ quan cảm giác, kiểm soát nhiệt độ, bay và lột xác.

## Hệ thống tiêu hóa
Côn trùng sử dụng hệ thống tiêu hóa của nó để chiết xuất chất dinh dưỡng và các chất khác từ thức ăn mà nó tiêu thụ. Hầu hết các thực phẩm này được ăn ở dạng đại phân tử và các chất phức tạp khác (như protein, polysacarit, chất béo và axit nucleic) phải được phân hủy bằng phản ứng dị hóa thành các phân tử nhỏ hơn (ví dụ amino acid, đường đơn giản, vv) trước khi được các tế bào của cơ thể sử dụng để tạo ra năng lượng, tăng trưởng hoặc sinh sản. Quá trình phá vỡ này được gọi là tiêu hóa.
Hệ thống tiêu hóa của côn trùng là một hệ thống khép kín, với một ống cuộn dài được gọi là ống tiêu hóa chạy dọc theo cơ thể. Kênh tiêu hóa chỉ cho phép thức ăn vào miệng, và sau đó được xử lý khi nó đi về phía hậu môn. Kênh tiêu hóa có các phần cụ thể để nghiền và lưu trữ thực phẩm, sản xuất enzyme và hấp thụ chất dinh dưỡng. Sphincters kiểm soát chuyển động của thức ăn và chất lỏng giữa ba vùng. Ba vùng bao gồm foregut (stomatodeum) (27,) midgut (mesenteron) (13) và hindgut (proctodeum) (16).
Ngoài kênh tiêu hóa, côn trùng cũng có các tuyến nước bọt và kho chứa nước bọt. Những cấu trúc này thường nằm trong ngực (liền kề với ruột trước). Các tuyến nước bọt (30) sản xuất nước bọt; các ống dẫn nước bọt dẫn từ các tuyến đến các hồ chứa và sau đó chuyển tiếp thông qua người đứng đầu để một khe hở gọi là salivarium đằng sau hầu dưới; Những chuyển động của miệng giúp trộn nước bọt với thức ăn trong khoang buccal. Nước bọt trộn với thức ăn, đi qua ống nước bọt vào miệng, bắt đầu quá trình phá vỡ thức ăn.